# ランブルストリップス

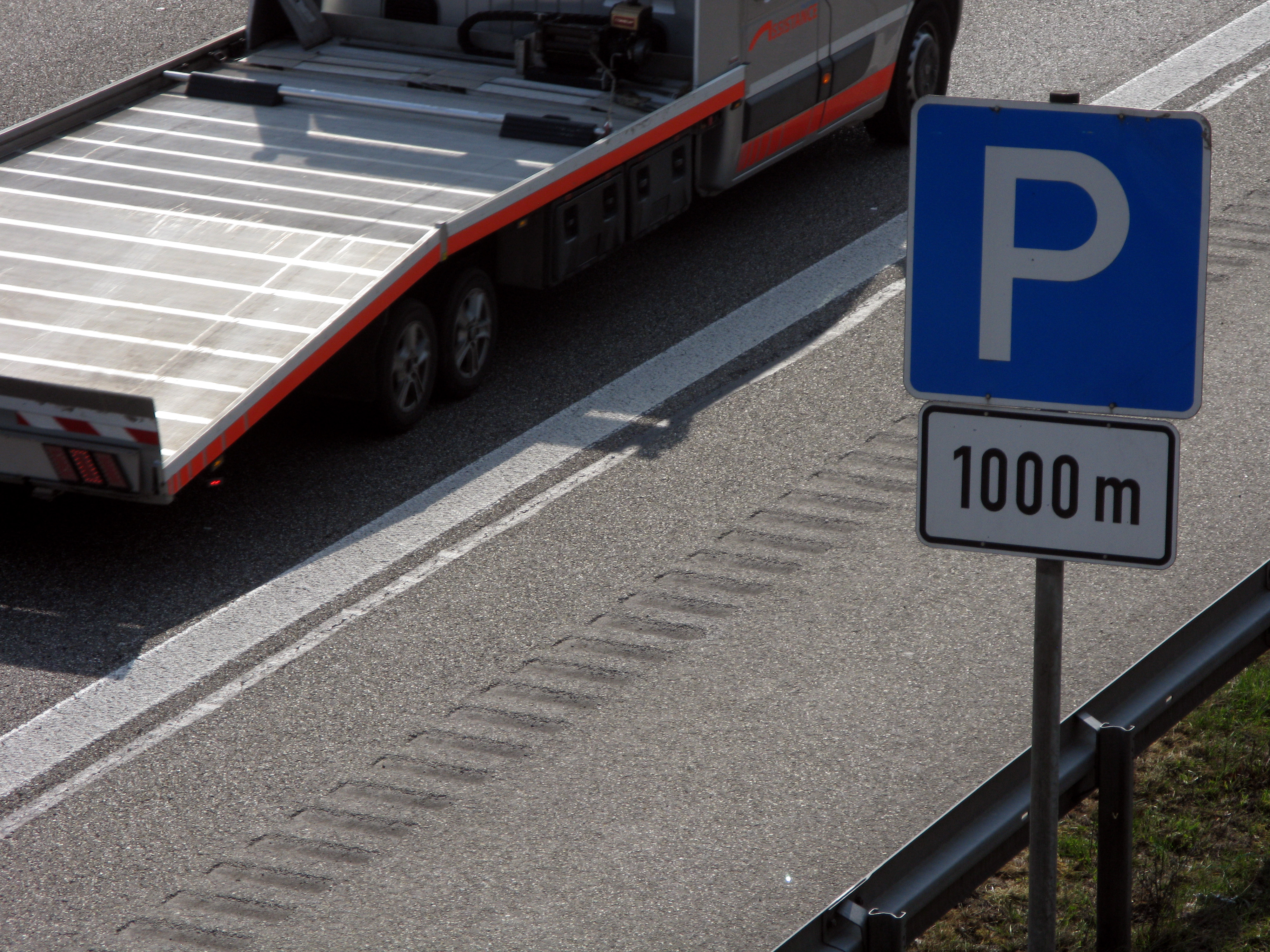
路肩であることを警告するランブルストリップス

ランブルストリップス（英: Rumble strips）は、主に自動車の路外逸脱や正面衝突を防止するための運転者への注意喚起、あるいは走行速度の抑制を目的として、道路の中央や路肩の路面上に意図的に波状面をつくり、この部分を通過する際に音と振動を与えるようにした交通安全施設。これにより注意力散漫なドライバーに対し潜在的な危険を警告する。「スリーパー・ライン」や「アラート・スリップ」とも称される。
同様の目的で設けられる交通安全施設として、道路鋲（チャッターバー、ロードスタッド）や、車線分離標（センターポール、ポストコーン）、区画線の塗装面上に凹凸を設ける高視認性区画線や段差舗装などがあるが、ランブルストリップスはこれらとは異なり、道路のアスファルトやコンクリートの舗装面自体に直接加工を施すものである。路肩やセンターラインなど平行に施されるほかに、停止や減速及び危険個所を知らせるため交差的に設置される。
名称の由来は「がらがら、ごろごろと音を立てる」といった意味のランブルと、「細長い切れ」といった意味のストリップを組み合わせた造語。日本国内においては、名称、仕組みとも法令等で定義されているものではない。

## 概要
1952年にアメリカ合衆国ニュージャージー州のガーデンステート・パークウェイに施された物が最初のランブルストリップスとされる。1955年には同州にある橋梁の路肩のコンクリート舗装に波状の凹凸を施しており、「シンギング・ショルダー（singing shoulders）」 と称される物であった。1960年代にはアメリカ各州でさまざまな形のものが開発された。1990年代に既設の舗装面を削る工法が開発されてから急速に普及している。
アメリカ合衆国では、主に路外逸脱防止を目的として路肩に施工するものが多い。アメリカ合衆国コロラド州で1997年に約27キロメートル区間のセンターラインに施工したところ、施工前後の各44か月間の比較で、正面衝突事故が約36%減少した。
イギリスでは、車線全体に凹凸を施して走行速度の抑制を狙ったものを指す。
結果としてランブルストリップスを踏んでしまった際の効果はもちろん、「踏んだらガタガタするから」と分かっていると、なるべく踏まないように意識的に避けて通る傾向があることも、試験区間を撮影したビデオから分かっている。なお、「居眠り運転をして車線を逸脱した場合に、運転手が音と振動に驚いて起きるように設置されている」と語られることも多いが、そのような目的で作られたという明確な出典はない。

## 特徴
利点
- 施工費用が安価。1メートルあたり1.500円程度。
- 工期が短い。1キロメートル施工するのに必要な期間は約1.3日。
- 既存の舗装面を切削するだけなので材料が不要。
- 除雪作業や路面清掃作業を妨げない。
- 自動車の車線変更や、二輪車、歩行者の通過や横断も妨げない。

欠点
- ランブルストリップが施された道路の近隣住民は騒音に悩まされる[3][4]。
- 自転車や馬車、バス通行の妨げになる[5][6][7][8][9][10]。
- 亀裂など舗装の劣化[11]。
- 凍結防止用の塩が滞留することによる滑りと野生動物が塩分補給に訪れることによる動物との接触事故の増加[12]。

## 日本におけるランブルストリップス

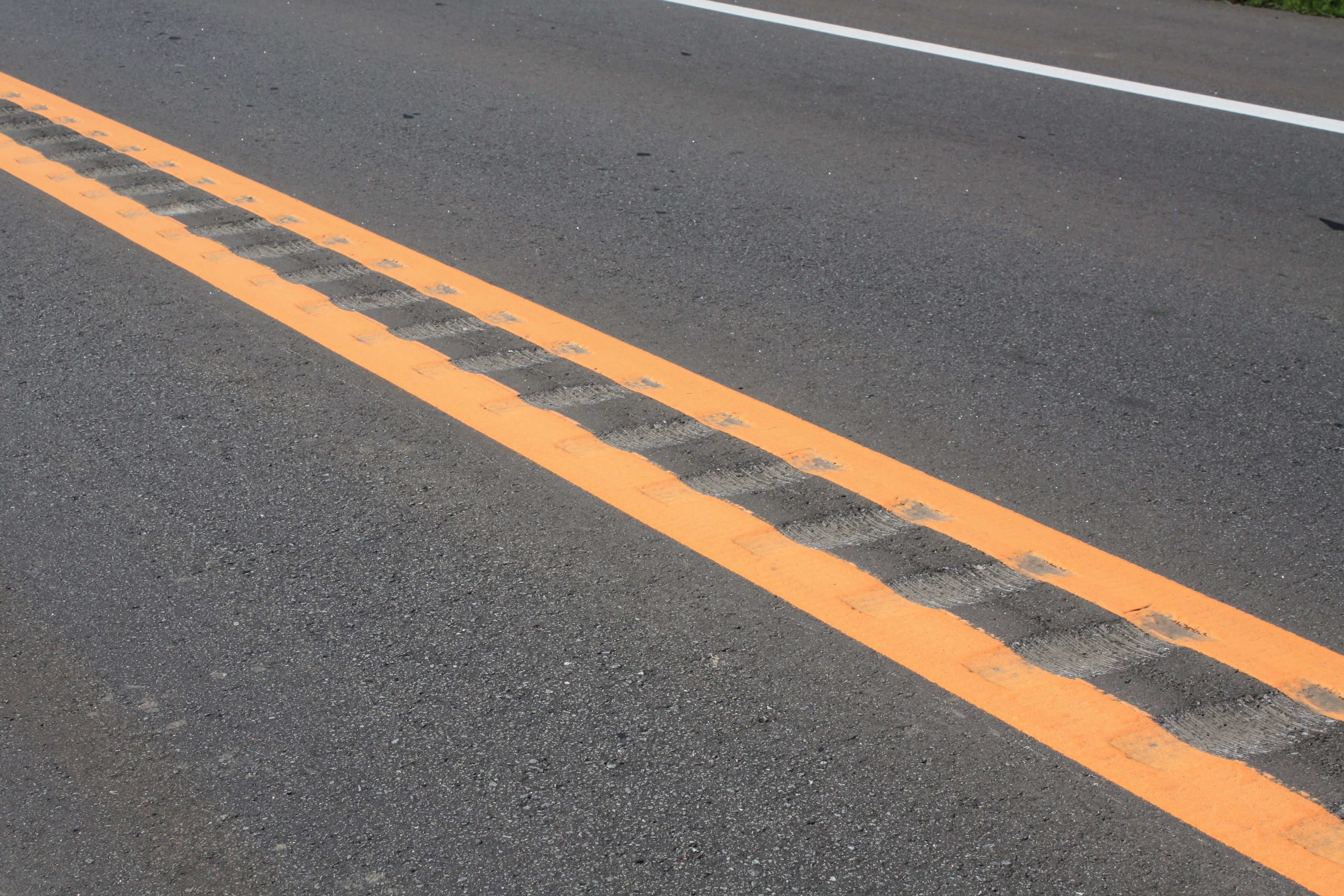
国道230号のランブルストリップス
（北海道）

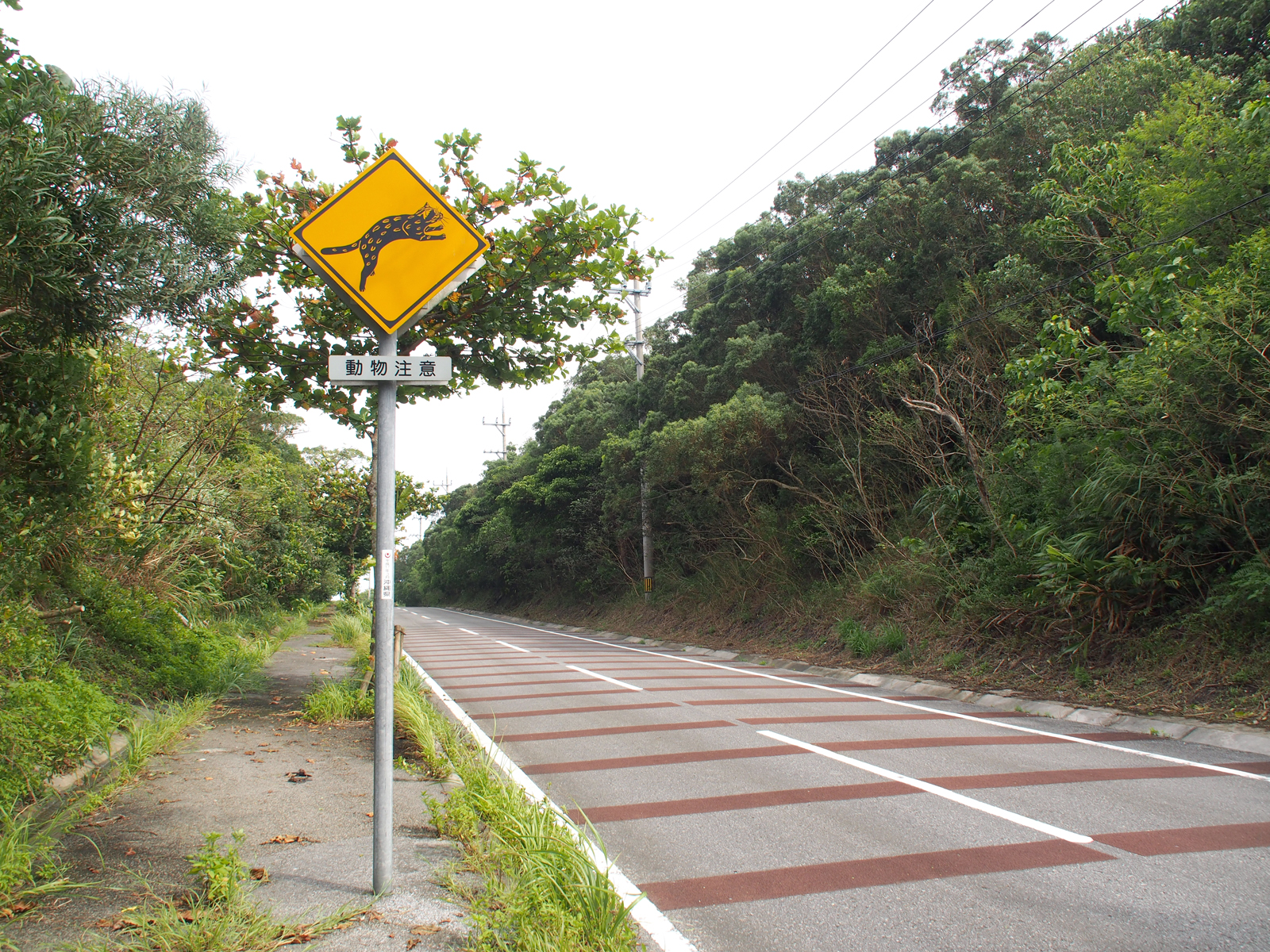
動物注意を促すため交差的に設置された凸型ランブルストリップス（減速帯）
（沖縄県道215号）

施工機械は、北海道開発土木研究所・NIPPO・ヴィルトゲン・ジャパンの三者共同で開発された。施工方法は、カム状の異形車輪を装着した路面切削用のカッターを周期的に上下させながら進むことで、一定間隔ごとに路面が切削される。
当初の基本仕様は、幅350ミリメートル、延長方向に300ミリメートルごとに150ミリメートルずつ切削。溝の深さは二輪車ライダーのモニターの結果から12ミリメートルを採用。カーブ区間では二輪車の転倒を考慮し当初9ミリメートルを採用していたが、12ミリメートルに統一する方向にある。現在は幅150ミリメートル型など、いくつかのタイプが派生している。
北海道は高速道路の整備率が低く、広域分散型都市を形成していることから都市間距離が北海道外と比較して2倍程度長い上、郊外における片側1車線の対面交通の国道が多いことから自動車事故全体に占める正面衝突の死亡事故割合が全国平均に比べ3倍近くに及んでおり、特に非市街地での単路部や左の下りカーブで多発していることが特徴である。しかし、交通量が少ないため中央分離帯の設置も費用に見合わず、また道路鋲や車線分離標では冬季に除雪車によって破壊されやすいため、これらに代わる有効な対策が求められていた。
2002年（平成14年）7月、独立行政法人北海道開発土木研究所（現・独立行政法人土木研究所寒地土木研究所）と国土交通省北海道開発局が、山越郡（現・二海郡）八雲町内の国道5号の直線区間約700メートルのセンターライン上に、正面衝突防止対策としてランブルストリップスを試験的に施工した。高い効果が認められたため、北海道開発局ではその後本格的に施工を進め、北海道内の国道では2013年（平成25年）3月現在で46路線、施工総延長は959キロメートルに達している。
北海道内では国道以外の道道、市町村道、高速道路でも施工されるようになり、さらには東北、北信越といった積雪地域を中心に全国にも急速に普及している。また、センターラインだけではなく、路肩など他の区画線にも応用が広がっている。
北海道では2003年（平成15年）11月までに施工した24カ所、計約39キロメートル区間で、各所の施工前後の各2年間ずつを比較すると、正面衝突事故件数が42件から20件へ52%減少、それによる死者数が20名から6名へ70%減少した。
また、北海道全体としては2005年（平成17年）の交通事故死者数が、前年比85人 (22%) 減の302人と大幅に減少し、都道府県別交通事故死ワーストワンを14年ぶりに返上した。ランブルストリップスの事故防止への寄与と事故減少の直接的因果関係は立証され得ないが、この減少分のうちのいくらかにランブルストリップスの効果があったと推測できる。